# اسکوتر

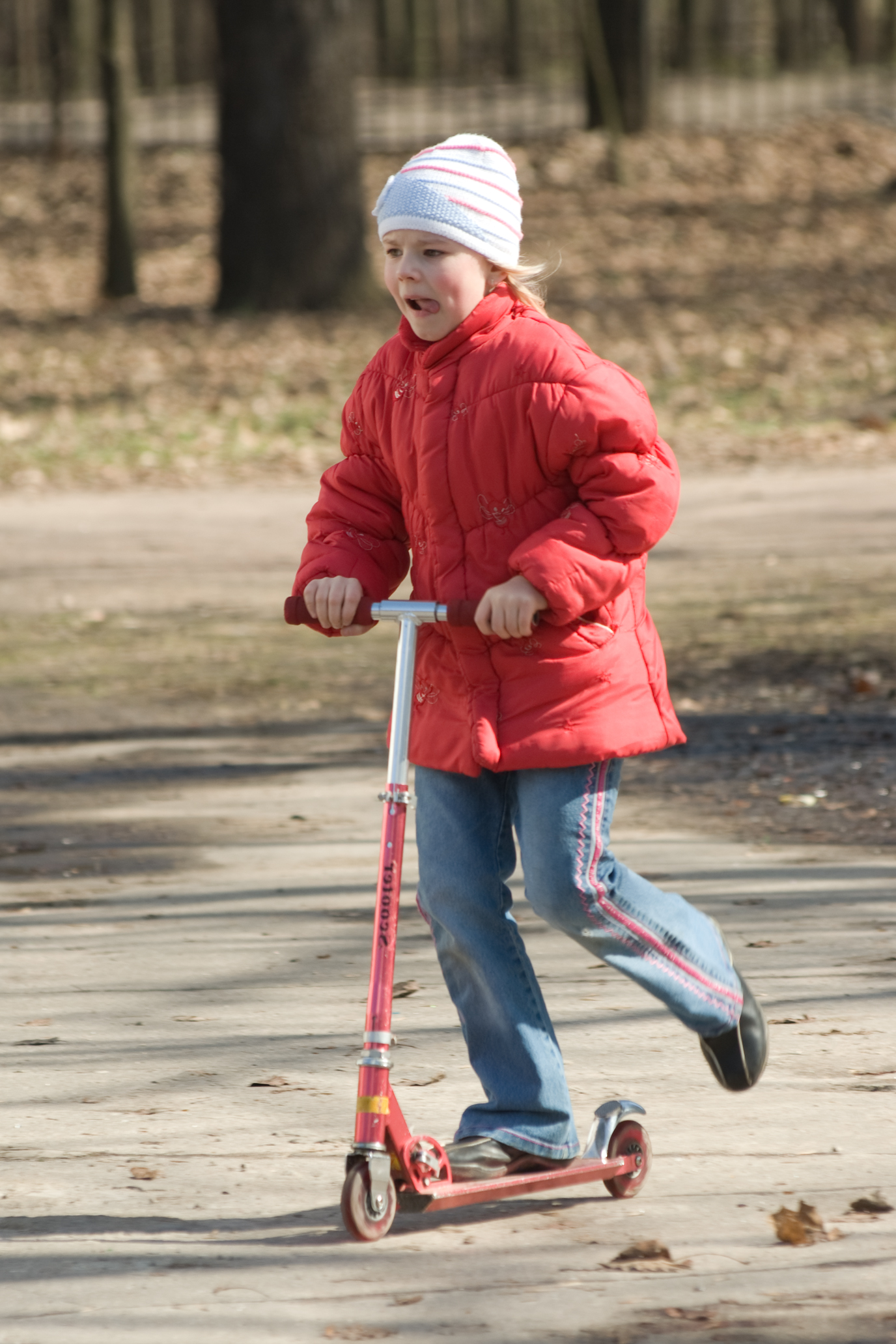
یک بچه در حال اسکوتربازی

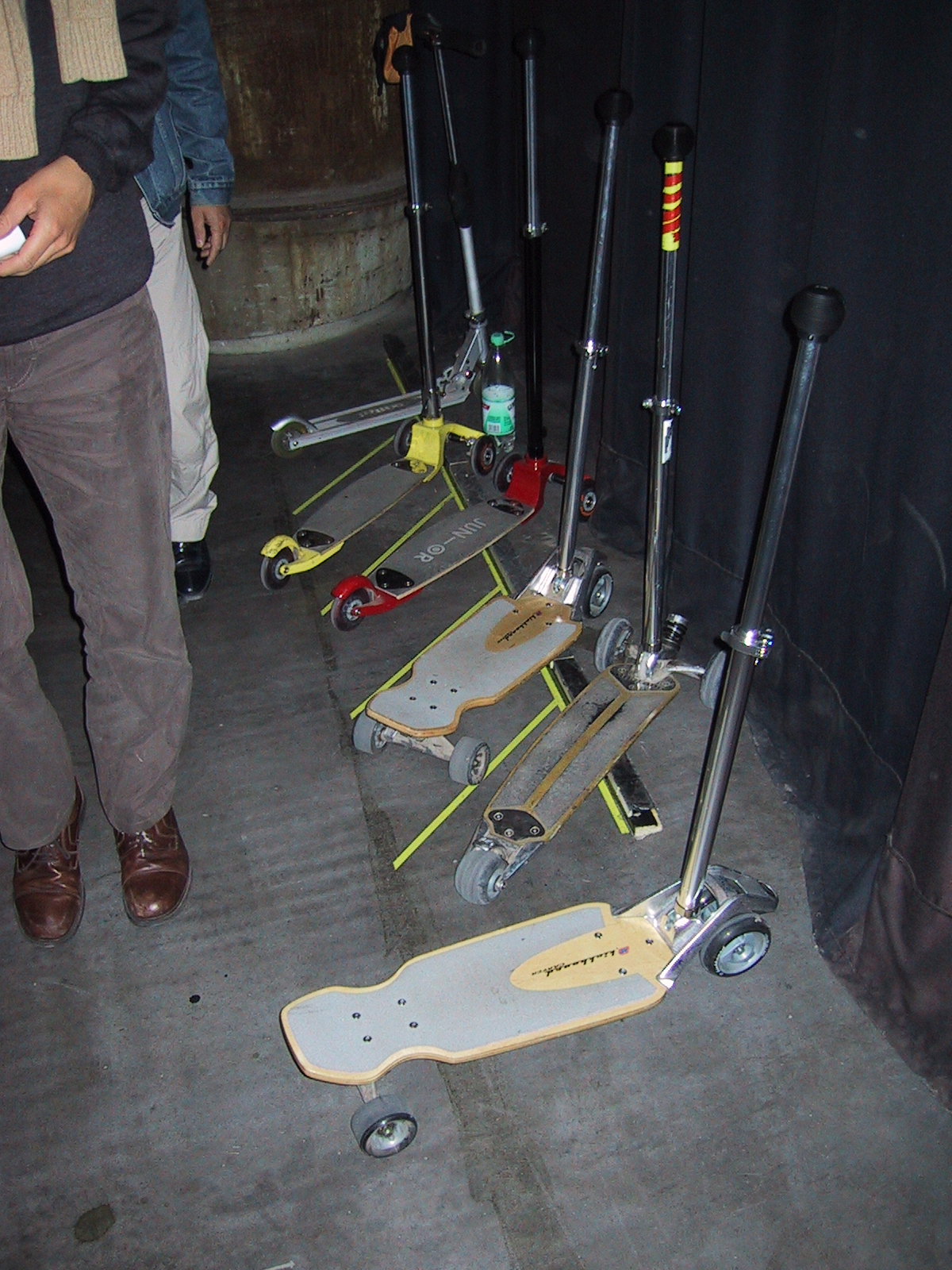
اسکوتر بزرگ‌سالان

اسکوتر یک وسیلهٔ نقلیه خیابانی است که با نیروی انسان حرکت می‌کند و دارای فرمان، عرشه و چرخ است. اسکوتر با فشار پای راکب به حرکت در می‌آید. امروزه معمول‌ترین اسکوترها از آلومینیوم، تیتانیوم و فولاد ساخته می شوند.

## مدل‌ها

### اسکوترهای حرفه‌ای
اسکوترهایی که برای ورزش‌های پرتحرک استفاده می‌شوند به عنوان اسکوترهای حرفه‌ای شناخته می‌شوند.   این اسکوترها به طور خاص طراحی شده‌اند تا مقاومت در برابر آسیب‌ها هنگام انجام حرکات و جهش‌ها را داشته باشند. بسیاری از برندها در اسکوترهای ترفند و لوازم جانبی آن تخصص دارند، شامل قطعات سبک و بسیار مقاوم، کلاه ایمنی، پد، رمپ، واکس، نوار چسبی، دسته‌ها، بلبرینگ‌ها و پوشاک.

### اسکوترهای برقی
مدل‌های برقی در اوایل دهه ۲۰۰۰ محبوب‌تر از معادل‌های بنزینی خود شدند.  این مدل‌ها اغلب برای اجاره تولید می‌شوند، مثلاً اسکوترهای برقی لایم.
اسکوترهای برقی با موتور الکتریکی به حرکت در می‌آیند.  قدرت الکتریکی به موتور از باتری تامین می‌شود که زیر پلتفرم، روی فرمان یا در ناحیه چرخ جلویی نصب شده است.  در اکثر مدل‌ها از باتری‌های لیتیوم-یونی استفاده می‌شود و ویژگی‌های آنها در واحد ولت (معمولاً ۴۸ ولت) و آمپر-ساعت (آه) بیان می‌شود، که عملکرد می‌تواند با ضرب ولتاژ در آمپر/ساعت به وات/ساعت محاسبه شود. برای آن‌که طول عمر باتری افزایش یابد بهتر است آن را نه خیلی پر و نه خیلی خالی نگهداری کنید. در حالت ایده‌آل، باتری را در حدود ۱۰-۹۰٪ شارژ نگهداری کنید. 

### تایرهای پنوماتیک
قبل از اینکه دوچرخه‌ها در میان کودکان محبوب شوند، اسکوتری‌های فلزی با دو چرخ کوچک دوچرخه‌ای رایج‌تر بودند.   حدود سال ۱۹۸۷، بسیاری از تولیدکنندگان BMX اسکوتری‌های مشابه BMX می‌ساختند مثلاً Scoot. این تولیدکنندگان به ساخت اسکوترها خاتمه دادند، اما برخی از تولیدکنندگان اسکوتر در سال‌های بعد ظهور کرده‌اند و به عملکرد خود ادامه می‌دهند. این اسکوتری‌ها همچنان در مناطق شهری پرتراکم برای مصارف خانگی استفاده می‌شوند، زیرا سریع‌تر از اسکوترهای تاشو هستند. برخی از آنها برای حرکت در خارج از جاده طراحی شده‌اند و به اسکوترهای کوهستان معروف هستند.

## نگارخانه

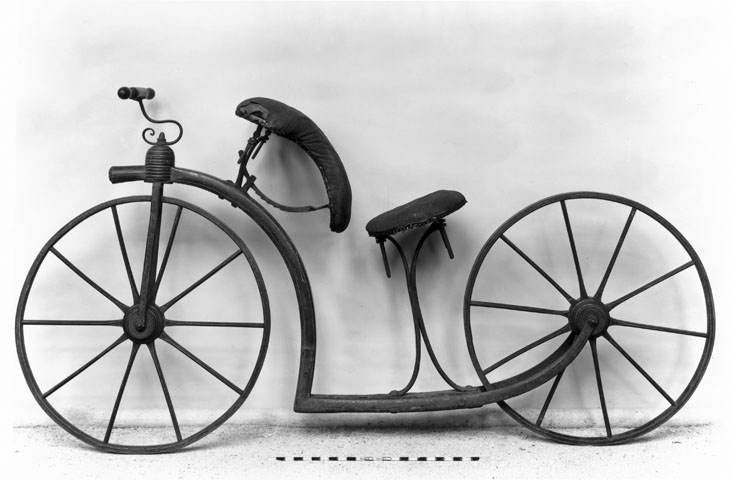
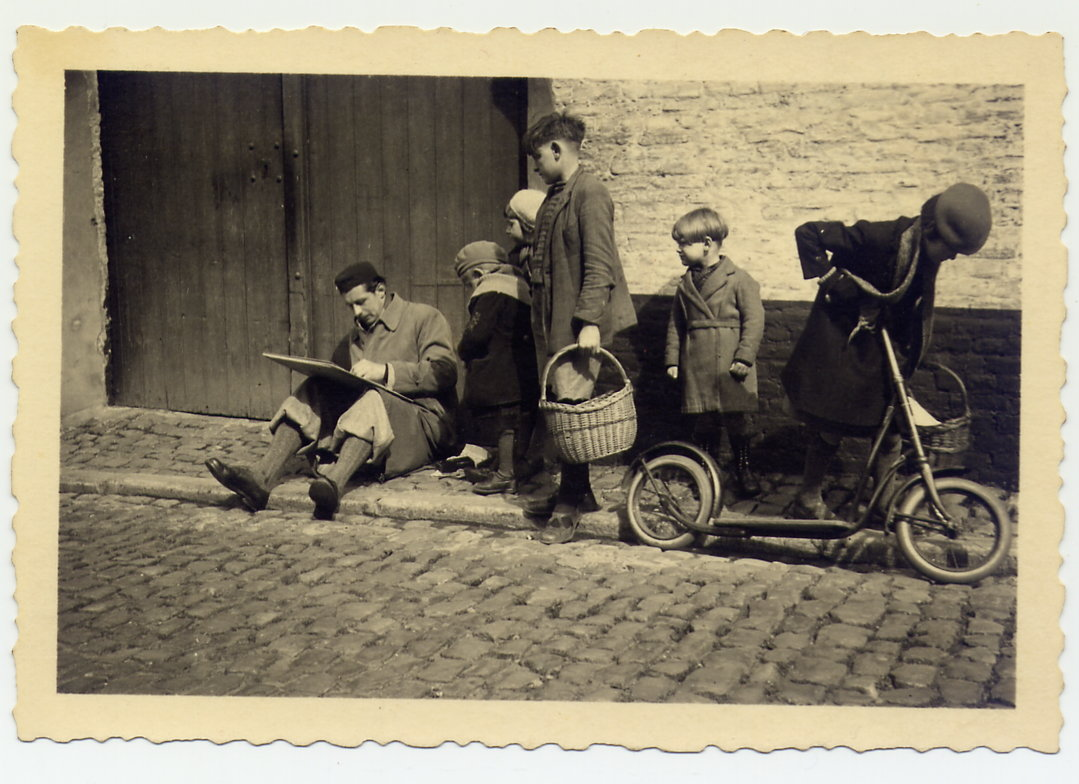
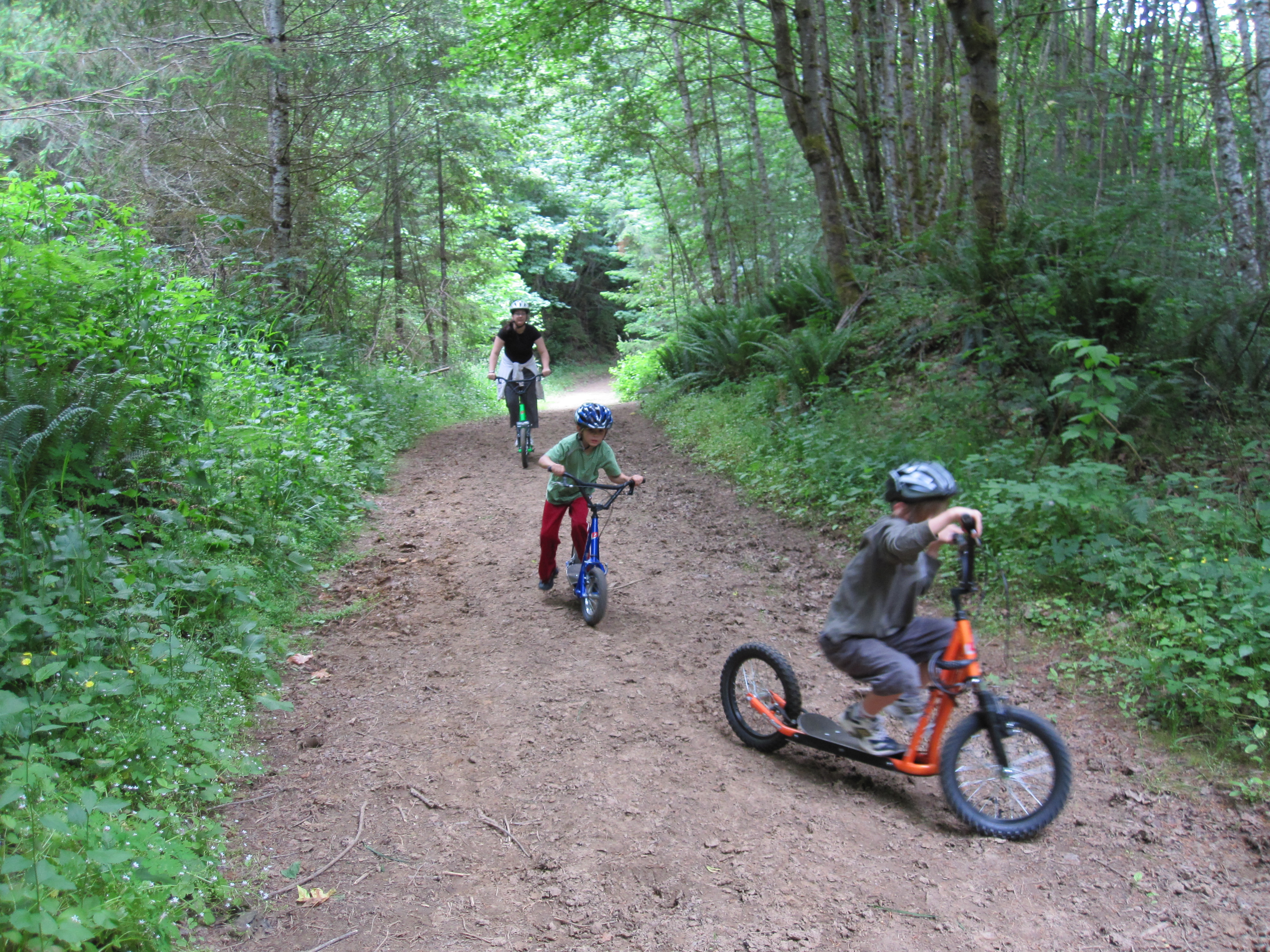
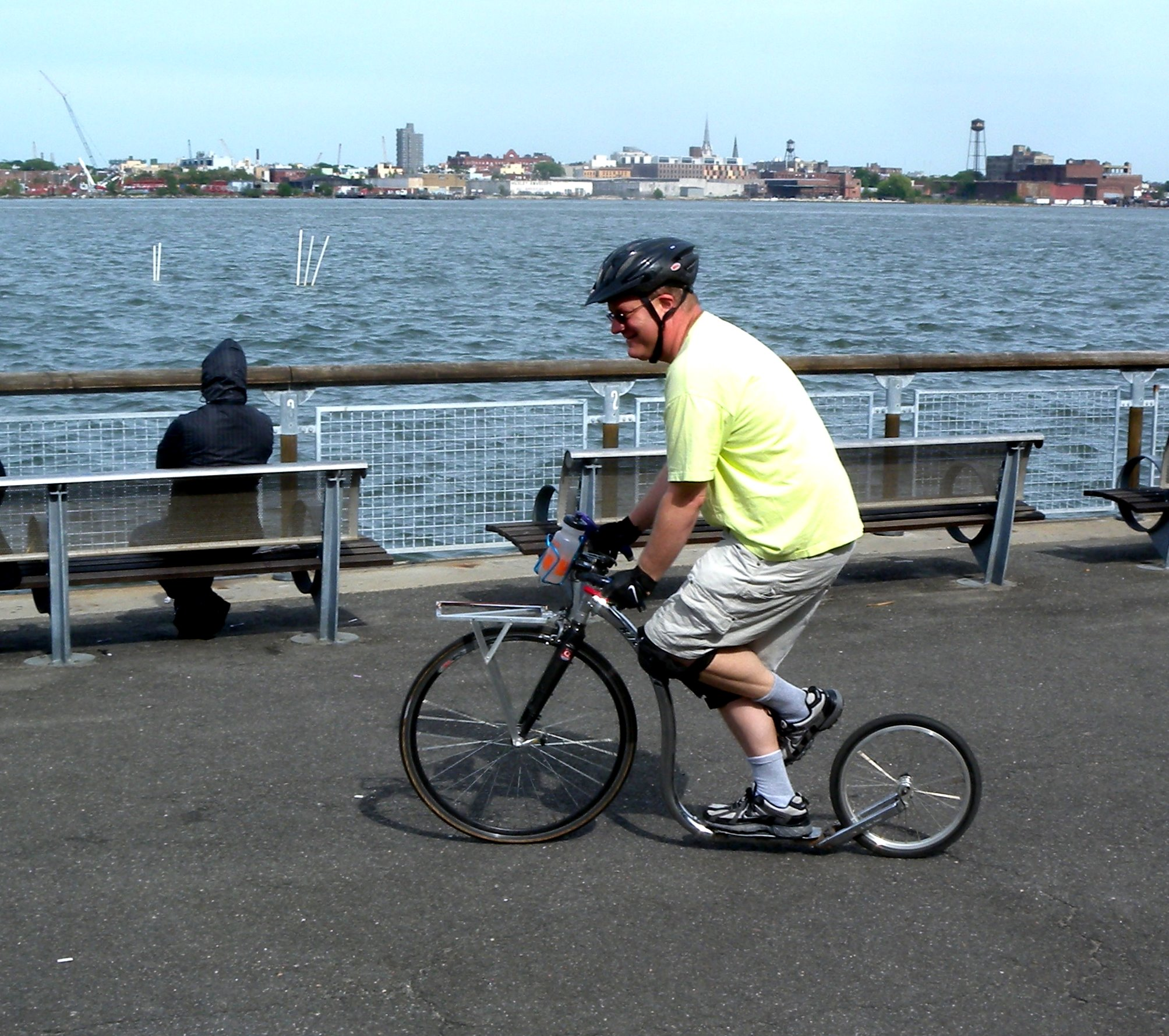